# Morten Dahlin
Pour les articles homonymes, voir Dahlin.
Morten Dahlin, né le 1er mai 1989 à Hvidovre (Danemark), est un homme politique danois, membre de Venstre. Il est ministre des Affaires ecclésiastiques, de la Ruralité et de la Coopération nordique depuis 2023 dans le gouvernement Frederiksen II.

## Biographie
Morten Dahlin est diplômé de l'école de commerce de Copenhague en 2012.
Membre de Venstre, il en préside la branche de jeunesse de 2011 à 2013.
Il est élu au conseil municipal de Greve de 2010 à 2023, où il assure plusieurs présidences de commission et la présidence de son groupe.
Il se présente aux élections législatives de 2015, lors desquelles il obtient 2 986 voix, ce qui ne suffit pas pour obtenir un siège au Parlement (le Folketing), mais fait de lui le premier suppléant pour son parti dans la circonscription de Seeland.
Il se présente à nouveau aux élections législatives de 2019, à l'issue desquelles il est élu avec 6 471 voix. Il devient alors le Porte-parole de son groupe parlementaire pour la citoyenneté, l'aide à l'intégration et l'action en faveur de la jeunesse. En février 2021, il succède à Preben Bang Henriksen comme président de la commission judiciare du Folkeging.
Il est réélu pour un second mandat lors des élections législatives de 2022. Après le scrutin, il devient le porte-parole politique de son groupe parlementaire.
Le 23 novembre 2023, il est nommé ministre des Affaires ecclésiastiques, de la Ruralité et de la Coopération nordique au sein du gouvernement de la Première ministre Mette Frederiksen.